# ESTCube-1
El ESTCube-1 és el primer satèl·lit estonià, llançat el 7 de maig de 2013 a bord d'un coet Vega. Ha estat desenvolupat en el marc del Eesti tudengisatelliidi programm (programa estudiantil estonià de satèl·lits), un projecte educacional que compta amb la participació d'estudiants universitaris i de secundària. Entre els seus objectius es troba la prova de la primera vela solar elèctrica.

## Objectius científics

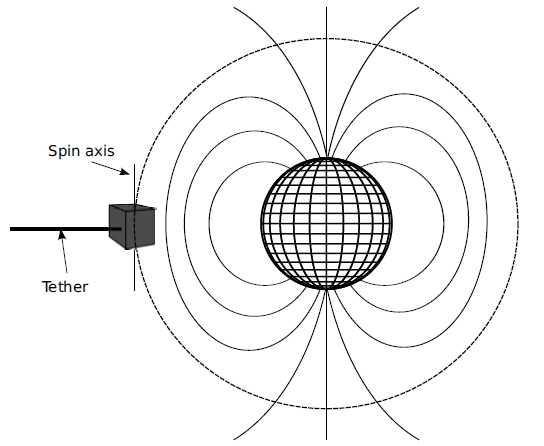
Diagrama de l'experiment de la vela solar

L'objectiu principal de la missió és l'assaig de la primera vela solar elèctrica, inventada per Pekka Janhunen de l'Institut Meteorològic Finlandès, formada per un cable de 10 metres de longitud i entre 20 i 50 micròmetres d'amplària que serà desplegat del satèl·lit. Mitjançant l'ús d'un canó d'electrons el cable quedarà carregat positivament amb una diferència de potencial de fins a 500 volts, i es mesurarà llavors la seva interacció amb els ions positius del vent solar a través de la variació en la velocitat de rotació del satèl·lit.
En l'última fase de la missió s'assajarà l'ús de la vela solar com a fre de plasma per a satèl·lits. El cable serà carregat negativament perquè perdi velocitat mitjançant la interacció amb el vent solar i es produeixi una reentrada controlada en l'atmosfera terrestre. De demostrar la seva efectivitat s'obriria el camí a un fre lleuger i senzill per combatre l'augment de les escombraries espacials.

## Dimensions i massa
El ESTCube-1 segueix l'estàndard CubeSat per nanosatèl·lits dins de la categoria O1, amb unes dimensions de 10x10x11.35 cm, 1 litre de volum aproximat i una massa d'1,048 kg.

## Instrumentació

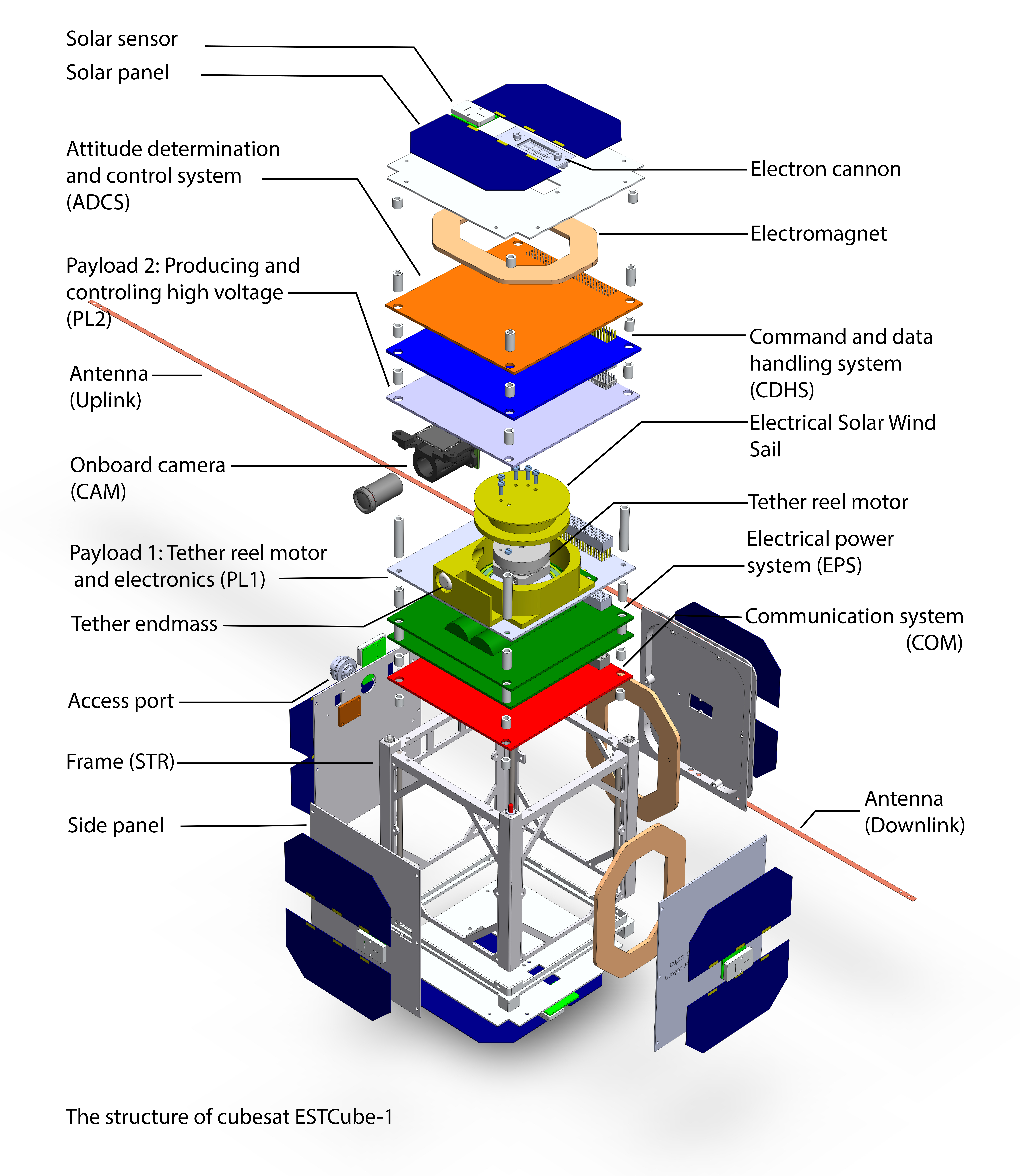
Diagrama del ESTCube-1

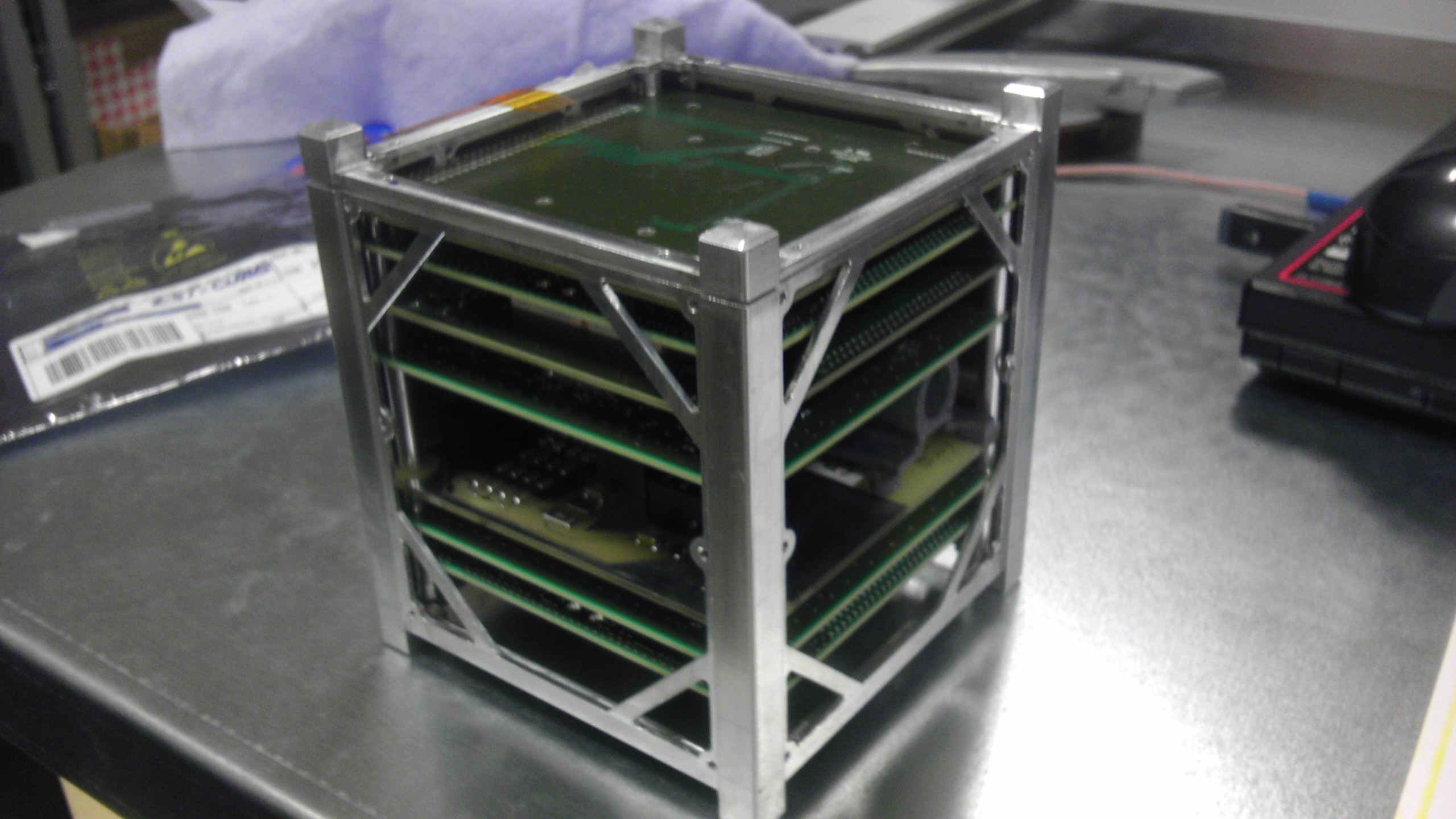
Estructura del ESTCube-1

- ADCS (Attitude Determination and Control System), que inclou giróscopos, magnetòmetres, sensors d'altitud i d'angle d'il·luminació solar per determinar la posició del satèl·lit respecte del Sol, de la Terra i del seu camp magnètic.
- CAM, una càmera de 640x480 píxels de resolució destinada al control de la vela solar i a la presa d'imatges de la terra.
- CDHS (Command and Data Handling System), el computador de bord.
- COM, un dispositiu de comunicació amb les estacions de terra.
- EPS (Electrical Power System) s'encarrega de l'emmagatzematge i la distribució de l'electricitat generada en els panells solars.
- PL (Payload Moduli), la secció de càrrega que inclou el cable de la vela solar, el mecanisme per desplegar-ho i un canó d'electrons.

## Programari
El ESTCube-1 utilitza el sistema operatiu FreeRTOS en el mòdul CDHS i en el de la càmera, i TinyOS en el mòdul de comunicacions.
El sistema de control de la missió ha estat desenvolupat per estudiants de la Universitat de Tartu sota la supervisió de la companyia CGI.

## Òrbita
El satèl·lit es troba en una òrbita sincrònica al sol a una altitud de 670 quilòmetres amb un període de 98,03 minuts.

## Fases de la missió
- Inserció en òrbita.

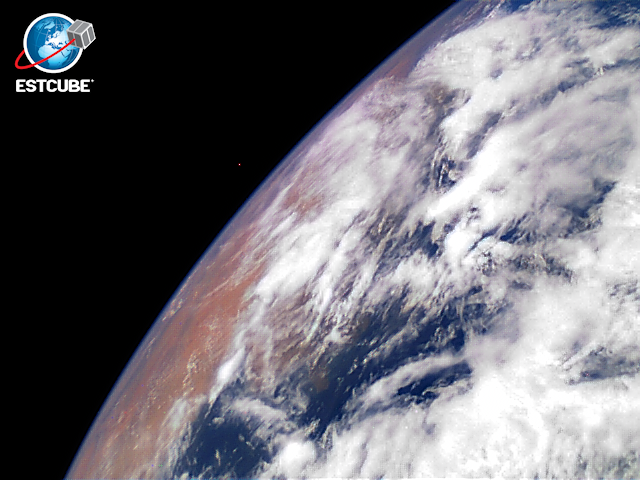
Primera fotografia de la Terra presa pel ESTCube-1

- Anàlisi dels sistemes per detectar possibles danys en l'aparell.
- Desplegament de les antenes per iniciar les comunicacions amb la Terra.
- Activació de l'antena de radi i envio missatges a la Terra. Fins a aquest punt no pot saber-se si el llançament ha estat reeixit.
- Estada de 48 hores en manera segura per confirmar el bon estat del satèl·lit.
- Connexió de tots els sistemes, en aquest punt el satèl·lit està llest per rebre ordres de la Terra.
- Comunicació amb la base per realitzar possibles diagnòstics i actualitzacions.
- Inici de la rotació del satèl·lit amb eix perpendicular al terrestre fins a aconseguir una revolució per segon.
- Presa d'imatges de la Terra, si pot ser d'Estònia.
- Desplegament i càrrega de la vela solar, mesura de la força de Lorentz soferta a partir del canvi en la velocitat de rotació del satèl·lit.
- De ser possible, ús de la vela carregada negativament per desestabilitzar l'òrbita del satèl·lit i provocar una reentrada atmosfèrica ordenada.

## La Comunicació amb el satèl·lit
La comunicació amb el satèl·lit és efectuada a través de dues freqüències registrades de la International Amateur Ràdio Union:
- 437.250 MHz
- 437.505 MHz[5]

Addicionalment, també és establerta comunicació de manera periòdica, encara que molt lenta, usant un senyal de telegrafia de 18 WPM en una freqüència de 437,250 MHz. A aquesta freqüència, els paràmetres més importants del satèl·lit són retornats cada 3-5 minuts. Para connexions ràpides del tipus de modulació per desplaçament de freqüència s'usen a una freqüència de 437,505 MHz amb una connexió de 9.600 bauds i un paquet AX.25. Les relativament lentes velocitats de connexió resulten de l'ús de freqüències de radioaficionats, les quals limiten l'amplada de banda a 25 KHZ. A més de la modulació per desplaçament de freqüència, existeix a més la possibilitat de comunicar-se usant modulació per desplaçament de freqüència gausiana, modulació per desplaçament mínim, and modulació gausiana per desplaçament mínim. Usant la modulació per desplaçament de freqüència, la velcidad màxima de connexió és de 19.200 bits per segon. La connexió ràpida és només usada quan se li ha donat una ordre específica al satèl·lit.
Les comandes enviades al satèl·lit usen la banda amateur de 145 MHz (2 metres).

## Finançament i cost

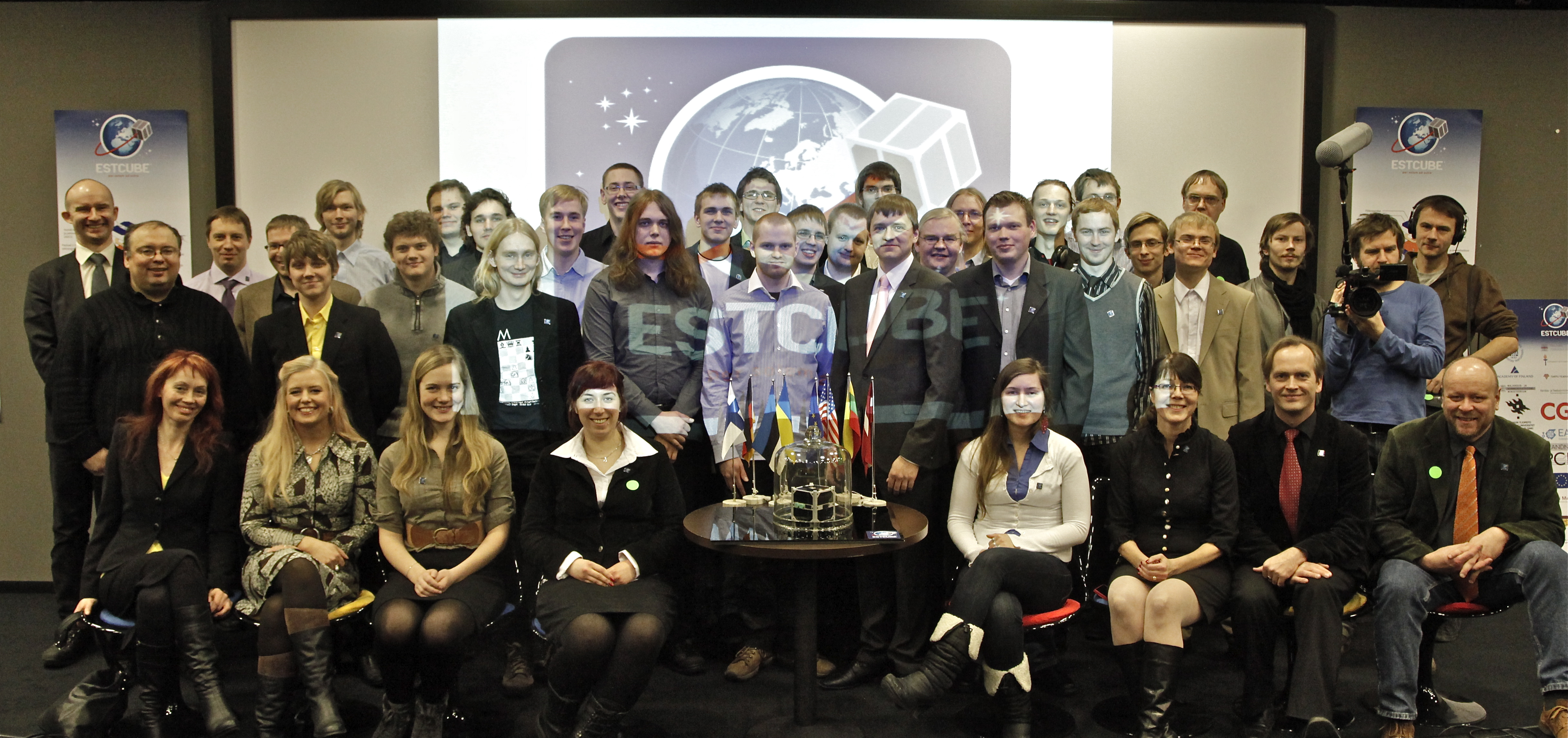
Presentació del ESTCube-1al gener de 2013.

L'opció més econòmica per al llançament va ser l'oferta per l'Agència Europea de l'Espai. En ser Estònia un membre associat de l'agència la major part del preu (uns 70,000 euros) va ser coberta pel fons Estoni per a despeses educatives. Incloent el desenvolupament de la missió i llançament el projecte ha acabat costant aproximadament 100.000 euros.